# Conflito político e militar em Moçambique
Conflito político e militar em Moçambique resulta da insatisfação do maior partido político da oposição moçambicana (a Renamo), que reclama ter mais acesso às instituições do estado, como às forças armadas, e nas negociações feitas no dia 3 de dezembro de 2012, entre o Governo e a Renamo. O maior partido da oposição em Moçambique exigia a revisão do sistema eleitoral e um quinhão das novas descobertas de gás no lago Niassa e Carvão Mineral explorado na província de Tete, Moatize.

## Antecedentes
Em 2012, depois do 21.° aniversário da paz em Moçambique, o clima entre a Renamo e o governo da Frelimo deteriorou-se. O líder da Renamo, Afonso Dhlakama, regressou no dia 17 de outubro à antiga base do partido, a Casa Banana, em Satunjira, na zona da Gorongosa (província de Sofala, no centro do país).
Houve divergências em relação à composição da Comissão Nacional de Eleições (CNE). A Renamo quis uma representação igual para os dois partidos (excluindo terceiros, como o novo partido MDM). Em abril de 2013 houve vários ataques da Renamo na zona centro do país, que causaram pelo menos seis mortos, entre polícias e civis.
No dia 21 de outubro de 2013, forças governamentais tomaram a base da Renamo na Gorongosa. A seguir, a Renamo anunciou o fim do Acordo de Paz de 1992. Depois de 21 anos de paz, Moçambique voltou à guerra civil.
No dia 5 de agosto de 2014, é assinado mais um acordo de paz entre a Renamo e o governo. Mas, a seguir às eleições de 16 de outubro de 2014, começa uma nova fase de confrontos violentos. A Renamo contesta os resultados oficiais que deram vitória à FRELIMO e pretende governar as seis províncias do Centro e do Norte de Moçambique nas quais ela [Renamo] alega ter ganhado. No dia 12 de junho de 2014, anunciou que governaria,"a bem ou a mal", as tais seis províncias nas quais alega ter ganhado. O constitucionalista Gilles Cistac defendeu que era permissível que o partido Renamo governasse as referidas seis províncias à luz da lei moçambicana, tendo feito a seguinte citação:
| “ | Para tal, pode-se invocar o artigo 273, n.º 4, da Constituição da República, sobre as «categorias das autarquias locais», que determina que «a lei pode estabelecer outras categorias autárquicas superiores ou inferiores à circunscrição territorial do município ou da povoação». E, em vez de «regiões autónomas», passariam a ser denominadas «províncias autónomas», que é a designação mais abrangente no âmbito da lei em alusão. | ” |
|   | — Gilles Cistac. |   |

Os órgãos de informação nacionais classificaram como equívoco e a Frelimo como traição e ingratidão a posição de Cistac.
Em dezembro de 2021 foi adiado o encerramento da última base da Renamo, na serra da Gorongosa, no seguimento do processo de desarmamento, devido principalmente a atrasos no pagamento das pensões acordadas aos desmobilizados. O Presidente Moçambicano, Filipe Nyusi, assumiu no início de 2023 que se está a tentar a tentar encontrar um consenso para que esta base armada da Resistência Nacional Moçambicana seja efetivamente encerrada no âmbito dos acordos de Paz.